# Gy-l'Évêque
Gy-l'Évêque är en kommun i departementet Yonne i regionen Bourgogne-Franche-Comté i norra Frankrike. Kommunen ligger i kantonen Coulanges-la-Vineuse som tillhör arrondissementet Auxerre. År 2022 hade Gy-l'Évêque 446 invånare.

## Befolkningsutveckling
Antalet invånare i kommunen Gy-l'Évêque
| Referens: INSEE |